# Windsor Heights (Iowa)
Windsor Heights és una població dels Estats Units a l'estat d'Iowa. Segons el cens del 2000 tenia 4.805 habitants.

## Demografia
Segons el cens del 2000, Windsor Heights tenia 4.805 habitants, 2.163 habitatges, i 1.349 famílies. La densitat de població era de 1.315,8 habitants/km².
Dels 2.163 habitatges en un 22,6% hi vivien nens de menys de 18 anys, en un 53,5% hi vivien parelles casades, en un 6,5% dones solteres, i en un 37,6% no eren unitats familiars. En el 30,7% dels habitatges hi vivien persones soles l'11,3% de les quals corresponia a persones de 65 anys o més que vivien soles. El nombre mitjà de persones vivint en cada habitatge era de 2,21 i el nombre mitjà de persones que vivien en cada família era de 2,77.
Per edats la població es repartia de la següent manera: un 19,6% tenia menys de 18 anys, un 5,9% entre 18 i 24, un 28,6% entre 25 i 44, un 25,4% de 45 a 60 i un 20,4% 65 anys o més.
L'edat mediana era de 42 anys. Per cada 100 dones de 18 o més anys hi havia 87,2 homes.
La renda mediana per habitatge era de 55.931 $ i la renda mediana per família de 65.536 $. Els homes tenien una renda mediana de 41.218 $ mentre que les dones 31.854 $. La renda per capita de la població era de 29.966 $. Entorn del 2,6% de les famílies i el 5,2% de la població estaven per davall del llindar de pobresa.

## Poblacions més properes
El següent diagrama mostra les poblacions més properes.